# Con côi nhà họ Triệu
Con côi nhà họ Triệu hay Triệu thị cô nhi (giản thể: 赵氏孤儿; phồn thể: 趙氏孤兒; bính âm: Zhào shì gū er, nghĩa là đứa con mồ côi của nhà họ Triệu) là một vở tạp kịch thời nhà Nguyên, tác giả là Kỷ Quân Tường (紀君祥). Đây là một vở bi kịch viết về một sự kiện xảy ra thời Xuân Thu được ghi lại trong Sử ký Tư Mã Thiên, thiên Triệu thế gia. Vở kịch này có tên đầy đủ là Triệu thị cô nhi đại báo cừu (趙氏孤兒大報仇 - Con côi họ Triệu báo thù).

## Chính sử và nội dung kịch

### Chính sử
Triệu thị cô nhi dựa trên sự kiện lịch sử "Hạ cung chi nạn" ở nước Tấn, đời vua Tấn Cảnh công thời Xuân Thu được ghi trong Sử ký Tư Mã Thiên.
Nguyên do sâu xa của câu chuyện xảy ra từ thời Tấn Linh công (620 TCN-607 TCN). Theo chính sử, vua nhỏ Linh công chơi bời, muốn giết trung thần Triệu Thuẫn. Triệu Thuẫn phải bỏ kinh thành chạy đi tránh nạn. Người em Triệu Thuẫn là Triệu Xuyên mang quân đánh vào cung giết hôn quân Tấn Linh công. Triệu Thuẫn trở về, sai Triệu Xuyên sang nhà Chu đón chú Linh công là công tử Hắc Đồn về lập làm vua, tức là Tấn Thành công (606 TCN – 600 TCN).
Đến thời vua Tấn Cảnh công (599 TCN-581 TCN) là con của Thành công, Triệu Thuẫn đã qua đời, con là Triệu Sóc kế vị làm đại phu. Một viên quan từ thời Tấn Linh công là Đồ Ngạn Cổ được Tấn Cảnh công trọng dụng phong làm Tư khấu (viên quan phụ trách hình sự).
Năm 598 TCN, Đồ Ngạn Cổ mâu thuẫn với Triệu Sóc, liền tìm cách mưu hại. Ngạn Cổ tâu với vua Tấn về việc trước đây Triệu Thuẫn cùng em là Triệu Xuyên giết Linh công, nên phải trị tội họ Triệu. Được sự đồng tình của Tấn Cảnh công, Đồ Ngạn Cổ bèn mang quân diệt họ Triệu. Cả nhà Triệu Sóc bị giết.
Vợ Triệu Sóc là Trang Cơ, vốn công chúa nước Tấn, chị của Tấn Thành công nên không bị giết. Lúc đó Trang cơ đang mang thai, Đồ Ngạn Cổ muốn giết đứa trẻ vì sợ bị trả thù sau này. Được đại phu Hàn Quyết cùng các gia thần, môn khách họ Triệu là Công Tôn Chử Cữu và Trình Anh hết lòng che chở, đứa con trai Triệu Sóc mới ra đời được cứu sống, được đặt tên là Triệu Vũ. Để làm được việc này, sau khi bàn bạc với Chử Cữu, Trình Anh mang đứa con nhỏ cũng mới sinh của mình ra thế mạng, cho Công Tôn Chử Cữu mang vào núi giấu, rồi tự mình đi tố cáo với Đồ Ngạn Cổ. Đồ Ngạn Cổ tìm đến nơi Trình Anh chỉ, tin là đã tìm ra con côi họ Triệu, liền giết chết cả Công Tôn Chử Cữu và đứa trẻ. Trình Anh bí mật giấu đứa con côi họ Triệu một nơi và nuôi nấng Triệu Vũ trưởng thành
Trong quan hệ huyết thống, Triệu Vũ là anh họ của Tấn Cảnh công. Năm 583 TCN, Triệu Vũ lên 15 tuổi. Tấn Cảnh công mang bệnh. Hàn Quyết xin Tấn Cảnh công nhớ công lao của họ Triệu với nước Tấn để khôi phục họ Triệu. Tấn Cảnh công thuận theo, phục chức cho Triệu Vũ và cho Triệu Vũ tự đi báo thù giết Đồ Ngạn Cổ. Triệu Vũ bèn giết chết họ Đồ.

### Nội dung kịch
Trên cốt truyện lịch sử xảy ra thời Xuân Thu, Kỷ Quân Tường có nhiều thay đổi khi viết vở kịch này, cả về thời gian lẫn nhân vật:
- Chuyện giết gia đình Triệu Sóc - cha của Con côi họ Triệu không phải thời Tấn Cảnh công mà được đẩy lên thời Tấn Linh công - vị vua nổi tiếng là hôn quân, tàn bạo và sử cũng ghi nhận cũng từng trọng dụng Đồ Ngạn Cổ.
- Đại phu Hàn Quyết trong chính sử có công tham gia cứu Triệu Vũ và lập lại họ Triệu, nhưng lại tự vẫn chết ngay ở màn đầu trong vở kịch.
- Do sự tàn sát họ Triệu diễn ra ngay thời Tấn Linh công, nguyên do để vua Tấn đồng tình cho Đồ Ngạn Cổ giết họ Triệu vì sự chính trực can ngăn những việc làm sai trái của vua Tấn
- Công Tôn Chử Cữu là môn khách của họ Triệu, được Kỷ Quân Tường xây dựng là một vị quan cùng triều với Triệu Thuẫn
- Việc báo thù của Triệu Vũ diễn ra ngay trong thời Tấn Cảnh công, được vở kịch đẩy lui xuống thời Tấn Điệu công (thời gian có tính ước lệ, bỏ qua 3 đời vua Thành công, Cảnh công và Lệ công)

### Nhân vật
Các nhân vật trong vở kịch gồm có:
- Triệu Sóc
- Đồ Ngạn Cổ [zh]
- Trình Anh [zh]
- Công chúa [zh]
- Hàn Quyết
- Công tôn Chử Cữu [zh]
- Ngụy Giáng

### Ý nghĩa
Con côi nhà họ Triệu là một trong 100 kiệt tác sân khấu thế giới. Cùng với vở Đậu Nga của Quan Hán Khanh, đây là vở bi kịch tiêu biểu của tạp kịch thời Nguyên.
Triệu thị cô nhi ca ngợi tinh thần trung nghĩa, sẵn sàng liều thân báo thù cho nhà, cho nước. Vở kịch đã miêu tả các nhân vật trung thần, nghĩa sĩ, các tấm gương vợ tiết, con hiếu đầy chí khí, rất oai phong lẫm liệt.
Không đơn thuần là một vở bi kịch lịch sử, Con côi nhà họ Triệu phản ánh tư tưởng của người Hán đương thời. Các nhà nghiên cứu chỉ ra tình tiết đáng chú ý: các vua nhà Tống người Hán - triều đại vừa bị nhà Nguyên của người Mông Cổ tiêu diệt - cũng mang họ Triệu, như đứa con côi trong vở kịch. Các vua cuối cùng của nhà Nam Tống như Đoan Tông, Đế Bính cũng đều là những vị vua thiếu niên. Do đó, việc lựa chọn chủ đề này của Kỷ Quân Tường không phải là ngẫu nhiên. Việc gắng sức bảo tồn đứa con côi họ Triệu chính là thông điệp kêu gọi đấu tranh cứu nhà Tống, chống sự thống trị của người Mông.
Xa hơn nữa, từ khi nhà Bắc Tống bị nhà Kim của người Nữ Chân đánh đuổi, phải bỏ trung nguyên chạy về Giang Nam, chuyện Trình Anh thời Xuân Thu "bảo tồn họ Triệu" đã lan rộng, ăn sâu trong tâm hồn người nhà Tống. Văn Thiên Tường, vị trung thần nhà Tống chống Nguyên Mông tới cùng, đã từng viết những câu cảm khái: "Đọc truyện Trình Anh bảo vệ dòng họ Triệu, lòng dạ bối rối, nước mắt ướt đẫm khăn tay".
Trình Anh trong vở kịch tiêu biểu cho những nhân vật chính diện, đấu tranh chống cái xấu, cái ác. Đồ Ngạn Cổ tiêu biểu cho lực lượng phản diện. Hình ảnh tru diệt họ Triệu, giết hết không còn ai của Đồ Ngạn Cổ trong tác phẩm phản ánh sự đàn áp tàn bạo của nhà Nguyên với người Hán đương thời.

## Đến phương Tây
Triệu thị cô nhi là vở kịch Trung Quốc đầu tiên được biết đến tại châu Âu. Vở kịch này được Jean-Baptiste Du Halde sưu tập lần đầu tiên trong tác phẩm Description géographique, historique, chronologique, politique et physique de l'empire de la Chine et de la Tartarie Chinoise xuất bản năm 1735.
Joseph Henri Marie de Prémare đã dịch vở kịch này ra tiếng Pháp với nhan đề Tchao-chi-cou-eulh, ou L'orphelin de la maison de Tchao, tragédie chinoise, xuất bản năm 1755. Thi hào Đức Johann Wolfgang von Goethe đã xem kỹ bản dịch ra tiếng Đức xuất bản năm 1749 và có ý định viết lại một vở kịch dựa trên cốt truyện này cùng một số truyện trong Kim cổ kỳ quan. Nhưng ông không kịp thực hiện ý định thì đã qua đời. Voltaire cũng dịch vở kịch này với nhan đề L'orphelin de la Chine (Con côi Trung Quốc) xuất bản năm 1755.
Nhà biên kịch người Ireland là Arthur Murphy cũng dịch Triệu thị cô nhi với tên gọi The Orphan of China xuất bản năm 1759. Bản dịch của nhà Hán học người Pháp Stanislas Julien có nhan đề là Tchao-chi-kou-eul, ou L’orphelin de la Chine: drame en prose et en vers được xuất bản năm 1834. Vở kịch này cũng được trình diễn tại Nhà hát trung tâm Lincoln vào năm 2003.
Các nhà nghiên cứu người Pháp cũng quan tâm và có nhiều bài viết phân tích về vở kịch này, nhưng đến nay những tác phẩm nghiên cứu đó không còn.

## Phiên bản cải biên thời hiện đại
Sau này, vở kịch Con côi nhà họ Triệu được nhà biên kịch Trung Quốc hiện đại là Mã Kiện Linh cải biên. Vở kịch được Hồ Ngọc và Thế Lữ dịch ra tiếng Việt, nhà xuất bản Sân khấu Việt Nam ấn hành năm 2006
Trong vở Con Côi họ Triệu cải biên, Mã Kiện Linh đã bổ sung thêm một số tình tiết, trình bày trực tiếp bằng hình tượng sân khấu nguyên nhân đẻ ra mối tư thù giữa Đồ Ngạn Cổ và gia đình họ Triệu trong suốt bốn cảnh của màn một, tạo thành thế đấu tranh một mất một còn giữa hai thế lực trung nịnh. Mã Kiện Linh đã phục hồi lại nhiều yếu tố lịch sử mà Kỷ Quân Tường đã xa rời so với chính sử: Công Tôn Chử Cữu được trả về vai là môn khách chứ không phải đồng liêu của họ Triệu, Hàn Quyết không tự vẫn chết mà giữ vai trò trong việc trừ Đồ Ngạn Cổ, việc Trình Anh nhận nuôi con côi có tính chủ động hơn như Sử ký đã ghi.
Từ vở tạp kịch của Kỷ Quân Tường đến vở cải biên của Mã Kiện Linh là một quá trình kế thừa sáng tạo và được các nhà bình luận sân khấu Trung Quốc đánh giá cao.
Vở kịch Con côi họ Triệu cũng được công diễn tại Việt Nam dưới thể loại cải lương, do đạo diễn Trung Kiên dàn dựng.
Các phiên bản kịch sau này còn hư cấu thêm tình tiết khác ở phần kết: Trình Anh nhờ lập công với Đồ Ngạn Cổ, được Ngạn Cổ đón về, đứa bé được Cổ nhận làm con nuôi mà không biết đó là giọt máu cuối cùng của họ Triệu. Triệu Vũ lớn lên tuấn tú, giỏi giang và không nghi ngờ người hại chết gia đình mình là cha nuôi mình. Khi đã rõ sự thật, Triệu Vũ liền trả thù, giết chết Đồ Ngạn Cổ.